# Округ Тарнув
Округ Тарнув (нем. Bezirk Tarnów, Тарновский уезд, пол. Powiat tarnowski) — административная единица коронной земли Королевства Галиции и Лодомерии в составе Австро-Венгрии, существовавшая в 1867—1918 годах. Административный центр — Тарнув.
Площадь округа в 1879 году составляла 7,9931 квадратных миль (459,92 км2), а население — 70 950 человек. Округ насчитывал 116 населённых пунктов, организованные в 104 кадастровых муниципалитета. На территории округа действовало 2 районных суда — в Тарнуве и Тухуве.
После Первой мировой войны округ вместе со всей Галицией отошёл к Польше.